# 鈴木亨 (歴史家)
鈴木 亨（すずき とおる、1932年5月23日 - 2011年8月7日）は、日本の歴史家。
福島県生まれ。早稲田大学仏文科卒。人物往来社出版部長、秋田書店第一出版部長、『歴史と旅』編集長を務め、在職中から歴史読み物を執筆した。

## 著書
- 源平の古戦場を行く 青樹社 1972
- ヨーロッパ古城の旅 鷹書房 1972
- 戦国古城の旅 青樹社 1973
- 史跡・戦国武将伝 古戦場への旅 桃園書房 1973
- 国盗り古戦場の旅 日本文華社 1973 (文華新書)
- 幕末維新の旅 オリエント書房 1974
- 戦国時代の旅 オリエント書房 1974
- 大王の都 読売新聞社 1976
- 会津歴史散歩 悲劇の戊辰戦争 創元社 1976
- 戦国武将の経営学 現代を示唆する 日本ジャーナルプレス新社 1977.8 (J.J books)
- 甲州歴史散歩 武田三代の興亡 創元社 1978.2
- 鎌倉名所図会 鷹書房 1979.1
- 会津名所図会 鷹書房 1980.2
- 新選組100話 立風書房 1981.9 のち中公文庫
- ライン河の古城 鷹書房 1982.5
- 日本合戦史100話 立風書房 1982.5 のち中公文庫
- ナンバー2の経営学 諸藩名家老に学ぶ 日本文芸社 1983.5 のち旺文社文庫、「軍師と家老」中公文庫、「名家老がいて、愚家老がいた」ワニ文庫
- 歴史の島をゆく 鷹書房 1986.5
- 横須賀線歴史散歩 鷹書房 1986.9 (史跡をたずねて各駅停車)
- 日本の古城・名城100話 立風書房 1987.3 のち学研M文庫
- ヴェルサイユ宮殿・ロワールの古城物語 勝井規和写真 グラフィック社 1987.12
- 湘南電車歴史散歩 鷹書房 1988.9 (史跡をたずねて各駅停車)
- 都電荒川線歴史散歩 鷹書房弓プレス 1991.9 (史跡をたずねて各駅停車)
- 新選組99の謎 1993.10 (PHP文庫)
- 古代天皇の都 東洋書院 1995.4 のち学研M文庫
- 日本城郭史 名城が語る日本の歴史 東洋書院 1996.11
- 歴史の島旅情の島 東洋書院 1997.10
- 古墳探訪 空から見た古墳 1998.6 (中公文庫)
- リーダーの決断力 歴史が教える難局突破の意思決定とは 河出書房新社 1999.7 (Kawade夢新書)
- 徳川三代 家康・秀忠・家光 面白すぎる博学日本史 河出書房新社 2000.2 (Kawade夢文庫)
- 完全制覇鎌倉幕府 立風書房 2000.11
- 名字から歴史を読む方法 姓氏をたどれば意外な日本史が見えてくる 河出書房新社 2000.4 (Kawade夢新書)
- 鎌倉を歩く時宗を歩く 鷹書房弓プレス 2001.4
- 笑っちゃう日本史 本当はこんなに面白い日本の歴史 河出書房新社 2001.8 (Kawade夢文庫)
- 日本の名字なるほど事典 実業之日本社 2002.6
- 江戸のサラリーマンのしたたかな生き方に学べ がんばれ!サラリーマン諸兄 河出書房新社 2002.7 (Kawade夢新書)
- 家紋で読み解く日本の歴史 学習研究社 2003.3
- 再現・新選組 見直される青春譜 三修社 2003.11
- ヘタな人生論より中国の故事寓話 河出書房新社 2004.1 のち文庫
- 戦国知将「強者の論理」 三笠書房 2004.9 (知的生きかた文庫)
- 源義経と源平の合戦 河出書房新社 2004.9
- 戦国武将人を動かす天才に学ぶ 三笠書房 2005.3 (知的生きかた文庫)
- 戦国の妻たち 歴史を陰で支えた女たちの物語 河出書房新社 2005.12 (Kawade夢文庫)
- 型破り!日本史おもしろランキング 河出書房新社 2007.7 (Kawade夢文庫)
- 天皇家一八〇〇年の謎と秘められた歴史 2009.11 (静山社文庫)

## 共編著
- 日本合戦史 高柳光寿共著 学芸書林 1968 のち河出文庫
- 新選組事典（編）1999.11 (中公文庫)
- 日本史人物逸話事典（編著）2002.1 (学研M文庫)
- 「新撰組」全隊士録 古賀茂作共編著 講談社 2003.11
- 日本史瓦版 歴史事件を徹底検証!（編著）三修社 2006.6

## 参考
- 文藝年鑑2007